# 강원특별자치도의 국가등록문화유산
대한민국의 국가등록문화재 가운데 강원특별자치도에 있는 국가등록문화재는 다음의 목록과 같다.
| 번호  | 사진 | 명칭                                                            | 소재지                                                                        | 관리자 (단체)           | 지정일                                          | 참조 |
| 21호  |      | 태백 철암역두 선탄시설 (太白 鐵岩驛頭 選炭施設)                 | 강원 태백시 철암동 365-1 외 6필지                                             | 태백시                  | 2002년 5월 31일 지정                            |      |
| 22호  |      | 철원 노동당사 (鐵原 勞動黨舍)                                   | 강원 철원군 철원읍 금강산로 265, 외 3필지 (관전리)                            | 철원군                  | 2002년 5월 31일 지정                            |      |
| 23호  |      | 구 철원 제일교회                                                | 강원 철원군 철원읍 관전리 102                                                 | 철원군                  | 2002년 5월 31일 지정, 2015년 4월 27일 명칭 변경 |      |
| 24호  |      | 철원 얼음창고 (鐵原 얼음倉庫)                                   | 강원 철원군 철원읍 외촌리 603-1                                               | 철원군                  | 2002년 5월 31일 지정                            |      |
| 25호  |      | 철원 농산물검사소 (鐵原 農産物檢査所)                           | 강원 철원군 철원읍 외촌리 620-3                                               | 철원군                  | 2002년 5월 31일 지정                            |      |
| 26호  |      | 철원 승일교 (鐵原 承日橋)                                       | 강원 철원군 동송읍 장흥리 725, 갈말읍 내대리 산61-1 외                        | 철원군                  | 2002년 5월 31일 지정                            |      |
| 27호  |      | 화천 인민군사령부 막사 (華川 人民軍司令部 幕舍)                 | 강원 화천군 상서면 다목리                                                     | 화천군                  | 2002년 5월 31일 지정                            |      |
| 46호  |      | 삼척 도계역 급수탑 (三陟 道溪驛 給水塔)                         | 강원 삼척시 도계읍 전두남2길 58 (전두리)                                      | 한국철도시설공단        | 2003년 1월 28일 지정                            |      |
| 54호  |      | 춘천 죽림동 주교좌성당 (春川 竹林洞 主敎座聖堂)                 | 강원 춘천시 죽림동 30                                                         | (재)춘천교구 천주교회   | 2003년 6월 30일 지정                            |      |
| 107호 |      | 춘천 강원도지사 구 관사 (春川 江原道知事 舊 官舍)               | 강원 춘천시 시청길 11 (옥천동)                                                | 춘천문화원장            | 2004년 9월 4일 지정                             |      |
| 108호 |      | 구 홍천군청 (舊 洪川郡廳)                                       | 강원 홍천군 홍천읍 희망리 149-2                                               |                         | 2004년 9월 4일 지정, 2015년 4월 27일 명칭 변경  |      |
| 109호 |      | 화천 수력발전소 (華川 水力發電所)                               | 강원 화천군 간동면 구만리                                                     | 화천수력발전소장        | 2004년 9월 4일 지정                             |      |
| 110호 |      | 화천 꺼먹다리 (華川 꺼먹다리)                                   | 강원 화천군 화천읍 평화로 656, 외 1필지 간동면 구만리 산9-1 외 1필지 (대이리) |                         | 2004년 9월 4일 지정                             |      |
| 111호 |      | 태백 장성이중교 (太白 長省二重橋)                               | 강원 태백시 장성동 222 외                                                     |                         | 2004년 9월 4일 지정                             |      |
| 112호 |      | 철원 금강산 전기철도교량 (鐵原 金剛山 電氣鐵道橋梁)             | 강원 철원군 김화읍 도창리 산81-2, 갈말읍 정연리 1496 외                       | 철원군수                | 2004년 9월 4일 지정                             |      |
| 137호 |      | 구 철원 제2금융조합 건물 터 (舊 鐵原 第二金融組合 建物 터)      | 강원 철원군 철원군 철원읍 외촌리 595-10외 1필지                               |                         | 2004년 12월 31일 지정                           |      |
| 138호 |      | 원주역 급수탑 (原州驛 給水塔)                                   | 강원 원주시 학성동 357                                                        | 한국철도시설공단        | 2004년 12월 31일 지정                           |      |
| 139호 |      | 원주 원동성당 (原州 園洞聖堂)                                   | 강원 원주시 원일로 27 (원동)                                                  | .                       | 2004년 12월 31일 지정                           |      |
| 140호 |      | 원주 흥업성당 대안리공소 (原州 興業聖堂 大安里公所)             | 강원 원주시 흥업면 승안동길 216, 외 1필지 (대안리)                            | .                       | 2004년 12월 31일 지정                           |      |
| 141호 |      | 삼척 성내동성당 (三陟 城內洞聖堂)                               | 강원 삼척시 성당길 34-84 (성내동)                                             | ..                      | 2004년 12월 31일 지정                           |      |
| 142호 |      | 동해 구 상수시설 (東海 舊 上水施設)                             | 강원 동해시 승지로 60-2, 외 4필지 (부곡동)                                    |                         | 2004년 12월 31일 지정                           |      |
| 143호 |      | 고성 합축교 (高城 合築橋)                                       | 강원 고성군 거진읍 상리 214-1 외, 거진읍 대대리 6-1 외                        | 고성군                  | 2004년 12월 31일 지정                           |      |
| 160호 |      | 철원 수도국 터 급수탑 (鐵原 水道局 터 給水塔)                   | 강원 철원군 철원읍 사요리 409 외 2필지                                        | .                       | 2005년 4월 15일 지정                            |      |
| 161호 |      | 춘천 소양로성당 (春川 昭陽路聖堂)                               | 강원 춘천시 모수물길22번길 26 (소양로2가)                                     | .                       | 2005년 4월 15일 지정                            |      |
| 162호 |      | 홍천성당 (洪川聖堂)                                             | 강원 홍천군 홍천읍 마지기로 54 (희망리)                                       | ()                      | 2005년 4월 15일 지정                            |      |
| 163호 |      | 횡성 풍수원성당 구 사제관 (橫城 豊水院聖堂 舊 司祭館)           | 강원 횡성군 서원면 경강로유현1길 30 (유현2리)                                 | .                       | 2005년 4월 15일 지정                            |      |
| 164호 |      | 구 조선식산은행 원주지점 (舊 朝鮮殖産銀行 原州支店)             | 강원 원주시 중앙로 88 (중앙동)                                                | .                       | 2005년 4월 15일 지정                            |      |
| 165호 |      | 원주 구 반곡역사 (原州 舊 盤谷驛舍)                             | 강원 원주시 반곡동 154-2                                                      | .                       | 2005년 4월 15일 지정                            |      |
| 166호 |      | 구 태백등기소 (舊 太白登記所)                                   | 강원 태백시 하장성1길 14, 외 3필지 (장성동)                                   | .                       | 2005년 4월 15일 지정                            |      |
| 167호 |      | 태백경찰서 망루 (太白警察署 望樓)                               | 강원 태백시 장성로 26 (장성동)                                                | .                       | 2005년 4월 15일 지정                            |      |
| 298호 |      | 삼척 구 도경리역 (三陟 舊 桃京里驛)                             | 강원 삼척시 도경동 182, 176-1, 산37-3, 산39-3, 산29-4, 196-2                  | 한국철도시설공단        | 2006년 12월 4일 지정                            |      |
| 336호 |      | 삼척 구 하고사리역사 (三陟 舊 下古士里驛舍)                     | 강원 삼척시 도계읍 소달길 12-52 (고사리)                                      | 한국철도시설공단        | 2007년 7월 3일 지정                             |      |
| 371호 |      | 횡성성당 (橫城聖堂)                                             | 강원 횡성군 횡성읍 읍상리 388번지                                             | .                       | 2008년 2월 28일 지정                            |      |
| 456호 |      | 동해 구 삼척개발 사택과 합숙소 (東海 舊 三陟開發 舍宅과 合宿所) | 강원 동해시 숫골길 86, 외 6필지 (용정동)                                      | .                       | 2010년 2월 19일 지정                            |      |
| 457호 |      | 강릉 임당동성당 (江陵 林塘洞聖堂)                               | 강원 강릉시 임영로 148 (임당동)                                               | (재)춘천교구천주교회    | 2010년 2월 19일 지정                            |      |
| 645호 |      | 한암스님 가사 (한암스님 袈裟)                                   | 강원 평창군 진부면 오산대로 374-8                                             | 월정사                  | 2014년 12월 26일 지정                           |      |
| 648호 |      | 강릉 선교장 소장 태극기                                         | 강원 강릉시 운정길 63                                                         | 강릉 선교장             | 2015년 4월 27일 지정                            |      |
| 701호 |      | 원주 기독교 의료 선교 사택                                      | 강원도 원주시 일산로 20                                                       | 학교법인연세대학교      | 2017년 12월 5일 지정                            | ,    |
| 702호 |      | 원주 육민관고등학교 창육관                                      | 강원 원주시 흥업면 북원로 1800                                                | 학교법인 육민관 이사장  | 2017년 12월 5일 지정                            | ,    |
| 703호 |      | 원주 제1야전군사령부 구 청사                                    | 강원 원주시 가현동 제1야전군사령부                                            | 제1야전군사령부(국방부) | 2017년 12월 5일 지정                            | ,    |